# Joëlle Numainville
Joëlle Numainville (Laval, Quebec, 20 de novembre de 1987) és una ciclista canadenca professional des del 2007 i actualment a l'equip Cylance. Ha aconseguit una medalla d'or als Campionats Panamericans en ruta, així com diferents campionats nacionals tant en ruta com en contrarellotge.

## Palmarès
- 2009
  - Campiona Panamericana en Ruta
  -  Campiona del Canadà sub-23 en ruta
  - Vencedora d'una etapa al Trofeu d'Or
- 2010
  -  Campiona del Canadà en ruta
  - 1a al Gran Premi de Gatineau
- 2012
  - Vencedora d'una etapa al Tour de l'Ardecha
  - Vencedora d'una etapa al Redlands Bicycle Classic
- 2013
  -  Campiona del Canadà en ruta
  -  Campiona del Canadà en contrarellotge
  - Vencedora d'una etapa al Tour de l'Ardecha
  - Vencedora d'una etapa al Joe Martin Stage Race
  - Vencedora d'una etapa al Tour d'Elk Grove
- 2015
  -  Campiona del Canadà en ruta
- 2016
  - 1a a la White Spot / Delta Road Race
  - Vencedora d'una etapa al North Star Grand Prix